# Premio Vallauri
Il premio Vallauri è un riconoscimento che veniva attribuito dall'Accademia delle Scienze di Torino. Istituito nel 1894 grazie alla donazione del professor Tommaso Vallauri, ha avuto termine nel 2007.
Veniva attribuito ogni quattro anni e a rotazione era conferito a personalità che si erano distinte per le scienze fisiche o nella letteratura latina.

## Vincitori
- 1899 Guglielmo Marconi e Giovanni Battista Grassi, per le scienze fisiche;
- 1903 Paul Monceaux e Martin Schanz, per la letteratura latina;
- 1907 Augusto Righi e Jean Baptiste Perrin, per le scienze fisiche;
- 1911 Remigio Sabbadini, per la letteratura latina;
- 1919 Eduard Norden e Wallace Martin Lindsay, per la letteratura latina;
- 1923 Enrico Pistolesi e Alessandro Marchetti, per le scienze fisiche;
- 1927 Concetto Marchesi e Vincenzo Ussani, per la letteratura latina;
- 1931 Giuseppe Pestarini e Giuseppe Occhialini, per le scienze fisiche;
- 1935 Giorgio Pasquali e Haimon Einar Harald Löfstedt, per la letteratura latina;
- 1939 Odone Belluzzi e Mario Tenani, per le scienze fisiche;
- 1966 Eduard Fraenkel, per la letteratura latina;
- 1974 Carlo Cattaneo, per le scienze fisiche;
- 2007 Antonio La Penna, per la letteratura latina.